# 의료용 장갑

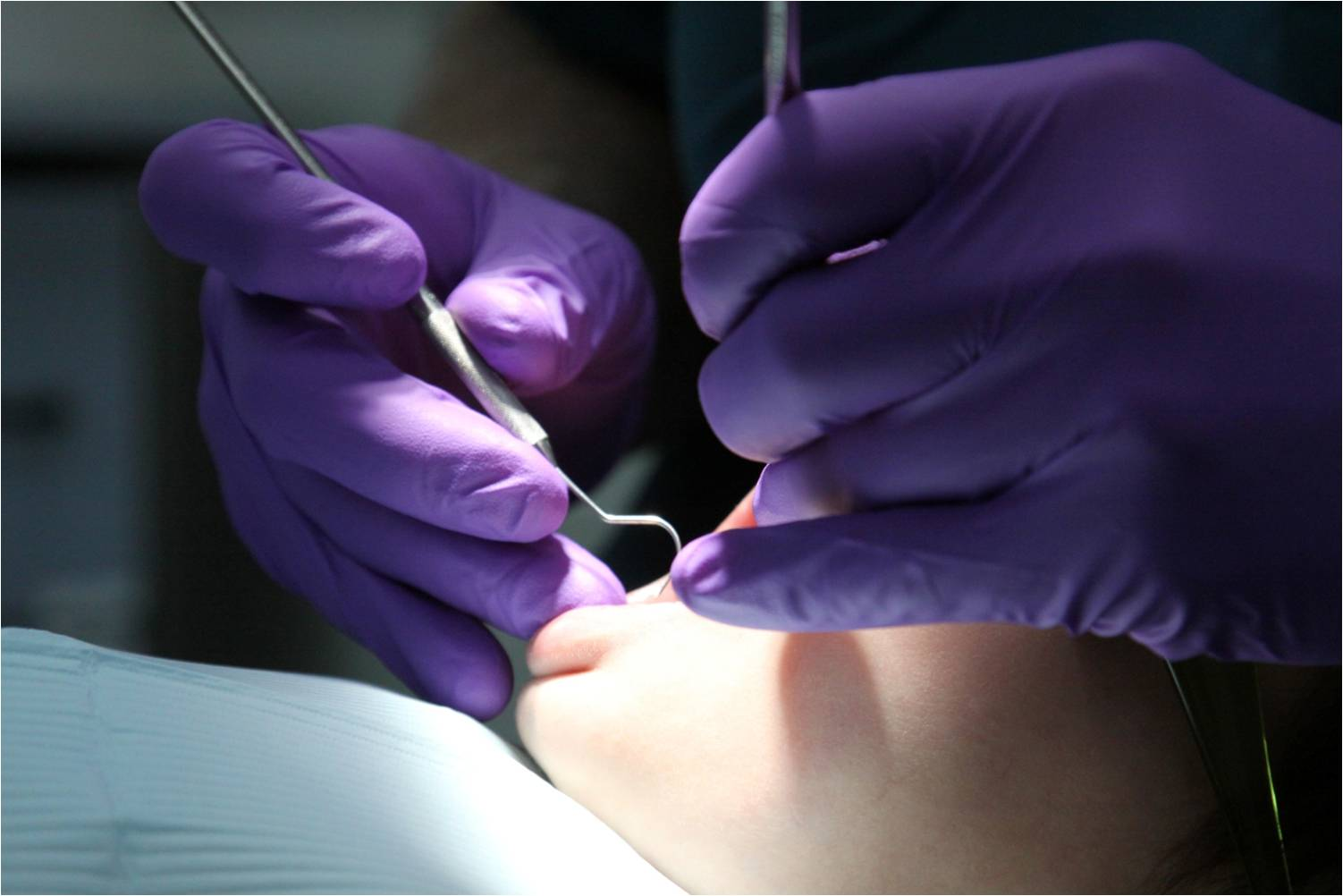
치과 의사가 착용한 수술 장갑

의료용 장갑(medical glove) 또는 수술 장갑(手術掌匣)은 의사와 간호사들이 수술이나 치료 등을 할 때 착용하는 장갑이다.

## 크기
일반적으로 수술 장갑의 크기는 XS, S, M, L로 나뉜다. 일부 브랜드는 XL을 제공하기도 한다.
미국 외과의사들의 연구에 따르면 가장 일반적인 수술 장갑 크기는 남성의 경우 7.0, 그리고 6.5이며 여성의 경우 6.0, 그리고 5.5이다.

## 가루 장갑
장갑 착용을 용이하게 하기 위해 가루를 윤활제로 사용했다.

## 라텍스 대체품

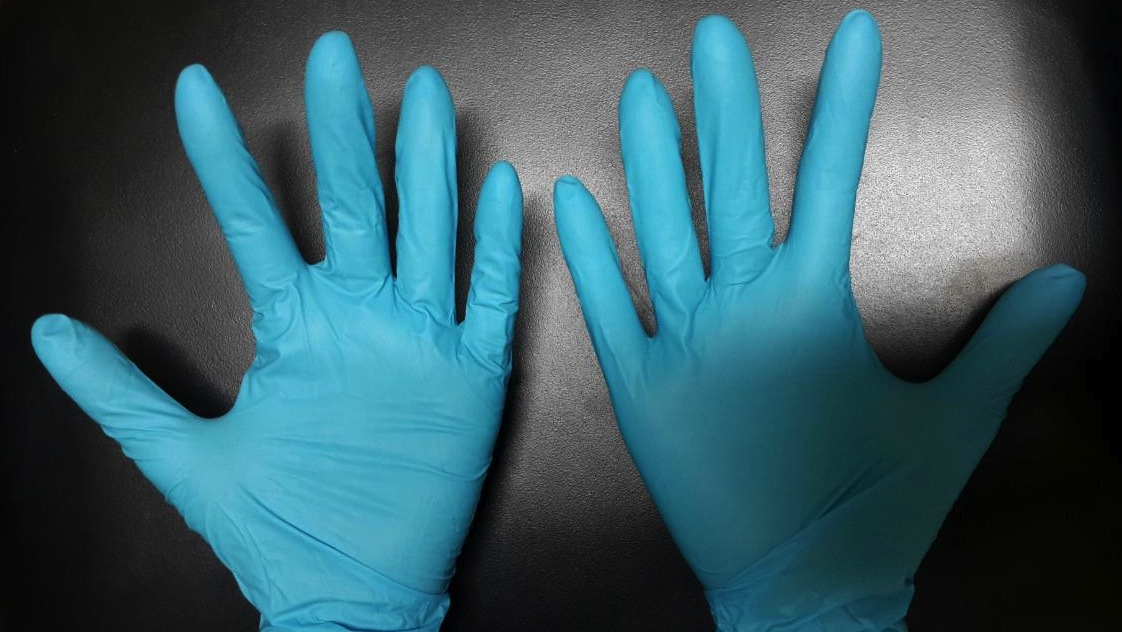
니트릴 가루 없는 장갑

## 같이 보기
- 치아 댐
- 폴리클로로프렌(네오프렌)